# Kaïs Saïed
Kaïs Saïed (22 de fevereiro de 1958) é um político e ex-professor de direito constitucional da Tunísia, atual presidente da Tunísia desde 2019. Recebendo apoio de vários setores da população, de tunisianos de classe média alta à classe trabalhadora, principalmente desempregados, Saïed foi eleito em 13 de outubro de 2019 em uma eleição na qual disputou com Nabil Karoui, o magnata da mídia local que tem várias ligações com o antigo regime político tunísiano.  Saïed apresentou-se com uma narrativa muito forte contra a corrupção e o lobby político, e pessoas como Nabil Karoui, acusado de lavagem de dinheiro, foram exatamente seu tipo de alvo.
Em 25 de julho de 2021 dissolveu o parlamento após uma série de protestos, no que vem sendo caracterizado pela mídia internacional como um golpe de estado.